# Margarita de la Villa de Llano
Margarita de la Villa de Llano (Madrid, 22 de agosto de 1934), es una jurista y editora española, que fue directora de la filial española del Fondo de Cultura Económica.

## Biografía
Hija de Alejandro de la Villa Gutiérrez, periodista de La Libertad y afiliado a Izquierda Republicana, y Rosa Francisca de Llano Arias. 
En 1939 se exilió, junto a sus padres, en Francia, República Dominicana, Cuba y México (1943), donde estudió en el Instituto Luis Vives y más tarde se licenció en Derecho en la Universidad Nacional Autónoma de México (UNAM), especializándose en las áreas de Derecho Constitucional, Derecho Internacional Público y Derecho Comparado. Allí obtuvo el Premio Nacional al mejor promedio (10 sobre 10) de su generación (1952-1957), y con la tesis “La legitimidad de la Constitución del 5 de febrero de 1857” ganó el Concurso Nacional de Tesis en materia jurídica, en 1957. Al regresar a España, se presentó a los exámenes de la misma licenciatura en la Universidad Complutense de Madrid, obteniendo el título español en 1973.
Su colofón profesional lo marcan seis años en el sector editorial, dirigiendo la filial española del Fondo de Cultura Económica (1995-2001).

## Trayectoria profesional y personal
Comenzó su carrera académica como investigadora del Instituto de Derecho Comparado de la UNAM, —hoy Instituto de Investigaciones Jurídicas—.  Posteriormente fue profesora adjunta en la cátedra del doctor César Sepúlveda de Derecho Internacional Público en la Facultad de Derecho y profesora de Derecho Marítimo en la Escuela de Ciencias Políticas y Sociales de la UNAM.
También ha sido asesora de la Organización de Estados Americanos (OEA) para la redacción del Código Máritimo para América Latina; y asesora jurídica en la Subsecretaría de Hacienda y Crédito Público de México, de 1962 a 1964, a las órdenes del licenciado Jesús Rodríguez y Rodríguez.
Durante su etapa en España, donde a día de hoy reside, ha estado constantemente  involucrada con la historia política y cultural de ambos países, siendo socio fundador de la Asociación de Amistad Hispano-Mexicana (ACHAM), participante activa de la Asociación de Descendientes del Exilio Español (ADEE) y habitual conferenciante sobre temas del exilio.

## Publicaciones
- Legitimidad de la Constitución mexicana de 1857. UNAM, México, 1957.[3]
- Bibliografía Sumaria de derecho mexicano. Margarita de la Villa y José Luis Zambrano. Instituto de Derecho Comparado. Imprenta Universitaria. UNAM, México, 1958.[7]
- Constituciones vigentes de la República Mexicana. Dos tomos. Imprenta Universitaria. UNAM, México,1962.[8]
- Comunicaciones mexicanas al VI Congreso Internacional de Derecho Comparado (Hamburgo, 1962).[9]
- Segundo encuentro iberoamericano de Derecho del Trabajo (Puebla, México, 1988).
- Testimonios y remembranzas acerca del Instituto de Investigaciones Jurídicas. UNAM, México, 2015. [10]
- Talento y exilio: la diáspora del conocimiento, Punto Rojo Libros, 2021.[11]